# Pridvorje (Konavle)
Pridvorje falu Horvátországban, Dubrovnik-Neretva megyében. Közigazgatásilag Konavle községhez tartozik.

## Fekvése
A Dubrovnik városától légvonalban 23, közúton 28 km-re délkeletre, községközpontjától légvonalban 11, közúton 13 km-re keletre, a Sniježnica-hegység lábánál, a konavlei mező északi peremén, Mihanići és Lovorno között fekszik. 

## Története
A település nevét onnan kapta, hogy a Raguzai Köztársaság uralma idején itt állt a konavlei kormányzói palota és a falu a palota előtti térségben feküdt. Pridvorje területe már az ókorban lakott hely volt. Első ismert lakói az illírek voltak, akik magaslatokon épített erődített településeken éltek és kőből rakott halomsírokba temetkeztek. Erődített településeik maradványai találhatók Pridvorje területén az Osor grad és Gradac nevű helyeken. Halomsírjaik maradványai megtalálhatók a település határában többek között a Zagaj területén, a Rošnja gomila nevű helyen, valamint az iskola épülete alatt is. A rómaiak az i. e. 2. században győzték le az illíreket és Epidaurum központtal e területet is a birodalomhoz csatolták. A római hatalmat a népvándorlás vihara rengette meg. A Nyugatrómai Birodalom bukása után a keleti gótok özönlötték el a térséget, őket 537-től 1205-ig kisebb megszakításokkal a bizánciak követték. A 7. században avarok és a kíséretükben érkezett szlávok, a mai horvátok ősei árasztották el a területet. A várakat lerombolták és az ellenálló lakosságot leöldösték. Így semmisült meg a mindaddig fennálló Epidaurum. A túlélő lakosság előbb az északnyugatra fekvő Župára, majd Raguzába menekült. 
Pridvorje első írásos említése a 12. századból származik „Sanctus Martinus” néven, ekkor már említik Natrice és Rudež nevű településrészeit is. Területe középkorban Travunja része volt, mely Dél-Dalmácián kívül magában foglalta a mai Hercegovina keleti részét és Montenegró kis részét is. Travunja sokáig a szerb, a zétai és bosnyák uralkodók függőségébe tartozó terület volt. A Raguzai Köztársaság Konavle keleti részét már 1419-ben megvásárolta Sandalj Hranićtól, míg a nyugati részt az 1426. december 31-én kötött szerződéssel szerezte meg addigi bosnyák uraitól a Pavlovićoktól. A köztársasághoz újonnan csatolt konavlei terület közigazgatási központja Predvorje lett, ahol hamarosan felépítették a kormányzói palotát. Mivel a lakosság nagy része a bogumilizmus híve volt a köztársaság hatóságai ferences szerzeteseket hívtak megtérítésükre, akik 1429-ben előbb Popovićiben, majd röviddel ezután Pridvorjén kezdtek kolostor építésébe. Az 1430 és 1432 között dúlt első konavlei háborúban a török támogatását élvező Radoslav Pavlović megpróbálta visszaszerezni az egyszer már eladott konavlei birtokait a köztársaságtól. A háború a végén a török támogatását is elveszítő Pavlović vereségével végződött és az azt követő béke megerősítette a Bosznia, Hum és a Raguzai Köztársaság közötti korábban kialakult állapotokat. A Szent Márton templom és kolostor építése 1438-ban fejeződött be és 1464-ben a dubrovniki Szent Ferenc rendtartomány irányítása alá került. A templom a kerengő típusú épület déli szárnyában épült, míg a másik három szárny a szerzetesek lakórésze volt.
Cavtat, Pločica és Grude után 1584-ben itt alapították meg Konavle negyedik önálló plébániáját. Ebben nagy szerepe volt Marin Gradić duvrovniki birtokosnak, aki felépíttette a Szent Sergius és Bacchus római vértanúk tiszteletére szentelt plébániatemplomot és földet adományozott a plébánia felépítéséhez is. A plébános megkapta a konavlei és župai Gradić birtokok jövedelmét is. Pridvorjén kívül a plébániához hozzácsatolták Mihanići, Površi, Duba, Lovorno és Ljuta falvakat is. Az 1806-ban a Konavléra rátörő orosz és montenegrói sereg a település házait is kifosztotta, közülük sokat fel is gyújtottak. A köztársaság bukása után 1808-ban Dalmáciával együtt ez a térség is a köztársaságot legyőző franciák uralma alá került, de Napóleon bukása után 1815-ben a berlini kongresszus Dalmáciával együtt a Habsburgoknak ítélte. 1857-ben 433, 1910-ben 412 lakosa volt. Az iskola 1867-ben a ferences kolostorban kezdte meg működését, a tanárok is szerzetesek voltak. (Ma csak alsó tagozatos iskola működik a településen, a felső tagozatosok Grudára járnak.) A települést 1901-től vasútvonal kötötte össze Dubrovnikkal, melyet azonban 1968-ban megszüntettek. 1918-ban az új szerb-horvát-szlovén állam, majd később Jugoszlávia része lett. A délszláv háború idején 1991 októberében a jugoszláv hadsereg, valamint szerb és montenegrói szabadcsapatok foglalták el a települést, melyet kifosztottak és felégettek. A lakosság nagy része a jól védhető Dubrovnikba menekült és csak 1992 októberének végén térhetett vissza. A háború után rögtön megindult az újjáépítés. A településnek 2011-ben 236 lakosa volt. Lakói főként mezőgazdasággal, állattartással foglalkoztak. 

## Népesség
| Lakosság változása | Lakosság változása | Lakosság változása | Lakosság változása | Lakosság változása | Lakosság változása | Lakosság változása | Lakosság változása | Lakosság változása | Lakosság változása | Lakosság változása | Lakosság változása | Lakosság változása | Lakosság változása | Lakosság változása | Lakosság változása | Lakosság változása |
| ------------------ | ------------------ | ------------------ | ------------------ | ------------------ | ------------------ | ------------------ | ------------------ | ------------------ | ------------------ | ------------------ | ------------------ | ------------------ | ------------------ | ------------------ | ------------------ | ------------------ |
| 1857               | 1869               | 1880               | 1890               | 1900               | 1910               | 1921               | 1931               | 1948               | 1953               | 1961               | 1971               | 1981               | 1991               | 2001               | 2011               | 2021               |
| 433                | 450                | 441                | 458                | 466                | 412                | 378                | 358                | 382                | 379                | 359                | 310                | 249                | 266                | 255                | 236                | 222                |

## Nevezetességei
- A Szent Balázs (sv. Vlah) ferences templom és kolostor[4] épülete 1429 és 1438 között épült fel. A legnagyobb szakrális épületegyüttes a konavlei területen. 1464-től a dubrovniki ferences provincia igazgatása alá tartozott. A templom az épületegyüttes déli szárnyában helyezkedik el, míg a másik három szárny a szerzetesek lakrészéül szolgál. A templomot 1822-ben megújították és újra felszentelték. A keleti szárny 1894-ben épült. A templomnak három márvány oltára van, melyeket az 1819-es megújításkor építettek. A főoltár képe Szent Balázst ábrázolja Szent Ferenc, Szent Márton, Szent Miklós és a Szűzanya társaságában, Celestin Medović alkotása 1880-ból. A Szent Kereszt oltár fából faragott korpusza a 15. században készült és a daksa-szigeti Szent Szabina kolostorból hozták ide. A Szent Antal oltár szobra sorozatgyártott alkotás. A Hétfájdalmú Szűzanya képét 1893-ban vásárolta a rend Olaszországból. Három harangja 1936-ban készült. A kolostor előtti platánfát 1810-ben ültették. A templomban találhatók a helyi plébánosok sírjai a 19. század elejéig. A kolostort története során többször kifosztották és felgyújtották. 1667. április 7-én földrengés rongálta meg két laikus szerzetes halált okozva. 1979. április 15-én újra megrongálódott egy földrengésben. 1867-től a kolostorban működött a falu iskolája, melynek tanítói a ferencesek voltak. 1991-ben a szerb megszállós az épületet felgyújtották és lerombolták, az alapjaitól kellett újjáépíteni.

- Szent Sergius (sv. Srđ) és Bacchus (sv. Bah) tiszteletére szentelt plébániatemploma 1584-ben épült. 1719-ben nyugati irányban meghosszabbították. Ezután több felújításon esett át és 1835. június 17-én újraszentelték. 1924-ben és 1958-ban átépítették és bővítették. Az 1991/92-es szerb pusztítás után újra meg kellett újítani.

- A Szentháromság templom[5] a 16. században épült, a kolostor közelében, az egykori Marmont-út mellett a mezőn. 1806-ban lerombolták, újjáépítése 1899-ig tartott. Északkelet-délnyugati tájolású épület, téglalap alaprajzzal, félköríves apszissal, nyeregtetővel és az oromzatos főhomlokzat feletti harangdúccal.  a főhomlokzatot a félköríves záródású kapuzat és két nagy méretű, félköríves záródású ablak tagolja.

- A rudeži Szent Lőrinc templomot Resti nevű birtokosa építtette a 17. században.

- A kormányzói palotát[6] a 15. század első felében építették, később barokk stílusban építették át. A Pridvorjéról a mezőre ereszkedő lejtő kis platóján helyezkedik el, olyan helyzetben, ahonnan egyedülálló módon uralja az egész Konavle-mezőt. A stratégiai funkciót hangsúlyozza a négy puskalőrés. Földszintje és két emeleti szintje van, a homlokzat pedig faragott kőtömbökből áll. Az egyemeletes melléképület - a malom - az oromzatos nyugati homlokzatra támaszkodik. Története során többször állították helyre, legutóbb a horvátországi háború után kellett újjáépíteni.

- A Sorgo, Pozza, Bonda és más családok nyaralói a 16./17. századból.

- Osor grad ókori várának romjai

- Gradac ókori vármaradványok

- Ókori halomsírok a település határában